# ピエール・ビエトリー

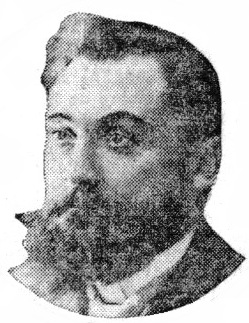

ピエール・ビエトリー（フランス語: Pierre Biétry, 1872年5月9日-1918年12月3日）は、フランスのサンディカリスト、政治家。当初は社会主義やマルクス主義の支持者であったが、後に右傾化して労使協調に基づく労働組合主義である「黄色社会主義」の立場に立ち、一部ではファシズムの先駆ともみなされている。
ジャーナリストでホワイトハウス報道官のピエール・サリンジャー（en:Pierre Salinger）の母方の祖父。

## 誕生と社会主義者の活動
ビエトリーはフランスのコミューンであるフェシュ＝レグリーズ（fr）で生まれ、13歳の時にフランス領アルジェリアに移民して、4年間滞在して帰還した。帰還するとマルクス主義のフランス労働党（POF）に入党し、フランシュ＝コンテでの彼の活動により党の機関紙「社会主義者」（Le Socialiste）で受賞した。彼はまた一時期、ジュール・ゲード（en:Jules Guesde）の支持派に参加した。

## 右傾化
1898年から1901年の間、ビエトリーは一連のストライキで活動し、1899年にはパリの労働者の行進を指導した。これらの活動の失敗への失望から、従来の社会主義から立場を移し主にゼネストに対し反対の立場をとる様になる。その代案として労働者階級の苦しみを軽減するための階級協業を提唱し、1900年に POF を離党。それ以降は、非政治的な労働組合活動と労使間における協調主義的関係を主張し、1902年には労働組織として「フランス黄色国家連合」（fr:Fédération nationale des Jaunes de France）を結成、翌1903年には政党として国家社会主義党（National Socialist Party）を結成した。当初でこそ低調だったものの、ナショナルセンターによる強硬路線が概ね頓挫した後の1910年～1911年にかけて、多くの穏健な労働者がビエトリー派支持に替わっていった。
マルクス主義の「赤色」と対比させたビエトリーの「黄色」運動は、協調主義的ながらも反資本主義・愛国主義的な側面、更には反ユダヤ主義的な傾向を有していた。そのため、ビクトル・アンリ·ロシュフォール(en)や、ポール・デルレード、エドゥアール・ドリュモン（en）を始めとした伝統的な保守主義者からも支持を獲得した。「アクション・フランセーズ」に対しても一時期共闘の姿勢を見せていたものの、ビエトリーの頑固な個性と運動の主導権を握りたいフランセーズ側で折り合いがつかず結局喧嘩別れに終わった。1906年の議会選挙（en:French legislative election, 1906）で当選した。

## 晩年
シャルル・モーラスや彼の支持者が右への扇動に主な焦点を当てるようになり、ビリトリーが影響力を与えた時代は結果的には短命だった。1909年の黄色運動の最後の会議で、彼は1919年の議会選挙への再出馬を否定した。彼は1918年にサイゴンで死亡した。

## 参照
1. ↑  Pierre Jules Biétry GENi
2. ↑  Salinger, Pierre (2001). P. S.: A Memoir. St. Martins Press. pp. 2. ISBN0312300204
3. 1 2 3 4 5  David M. Gordon, Liberalism and social reform, p. 167
4. 1 2 3  en:George Mosse, Masses and man, 1987, p. 127
5. ↑  W. Laqueur, Fascism - A Readers Guide, Penguin, 1979, p. 340
6. ↑  David M. Gordon, Liberalism and social reform, p. 114
7. ↑  en:George Mosse, Masses and man, 1987, p. 128
8. ↑  en:George Mosse, Masses and man, 1987, p.129
9. ↑  P. Davies & D. Lynch, Routledge Companion to Fascism and the Far Right, 2002, p. 198
10. ↑  en:Zeev Sternhell & David Maisel, Neither right nor left , 1996, p. 48